# Vicini di campagna
Vicini di campagna (Pigs Next Door) è una serie animata del 2000 prodotta dalla Saban Entertainment. In Italia venne trasmessa su Rai Tre nel 2003.

## Trama
Phil e la sua famiglia composta da maiali parlanti ereditano la fattoria del defunto proprietario. Tuttavia, il padre famiglia convince gli altri a vendere la proprietà e trasferirsi in città. Si ambientano rapidamente e trovano diversi lavori. Phil diventa un venditore di auto, la madre Clara lavora nell'industria della moda e i maialini Chuckie e April vanno a scuola. Tuttavia, sono gli unici maiali in una città piena di gente, e quindi spesso si mettono nei guai con gli altri residenti.

## Personaggi
- Phil, doppiato in italiano da Renato Cecchetto[1]
- Clara, doppiata in italiano da Antonella Rinaldi[1]
- Chuckie, doppiato in italiano da Stefano Crescentini[1]
- April, doppiata in italiano da Francesca Manicone[1]